# Rejstřík informací o výsledcích
Rejstřík informací o výsledcích (RIV) je jednou ze čtyř vzájemně provázaných částí informačního systému výzkumu, vývoje a inovací (IS VaVaI) provozovaného v souladu se zákonem č. 130/2002 Sb., o podpoře výzkumu, experimentálního vývoje a inovací z veřejných prostředků a o změně některých souvisejících zákonů.

## Legislativa
- Zákon č. 130/2002 Sb., o podpoře výzkumu, experimentálního vývoje a inovací z veřejných prostředků a o změně některých souvisejících zákonů (dálen jen zákon)
- Nařízení vlády č. 397/2009, o informačním systému výzkumu, experimentálního vývoje a inovací ze dne 19. října 2009

## Databáze RIV
- RIV obsahuje zejména údaje určující výsledek a projekt, jehož řešením výsledek vznikl nebo zdroj prostředků, ze kterých byl podporován, příjemce, autory výsledku, název výsledku a jeho popis, rok uplatnění výsledku a stupeň důvěrnosti údajů.
- Obsah údajů RIV je stanoven prováděcím právním předpisem Nařízením vlády č. 397/2009,  o informačním systému výzkumu, experimentálního vývoje a inovací ze dne 19. října 2009.
- Databáze RIV slouží:
  - Pro účely hodnocení výsledků účelově a institucionálně podporovaného výzkumu, experimentálního vývoje a inovací a pro informování vědecké a ostatní veřejnosti o výsledcích výzkumu, experimentálního vývoje a inovací podporované z veřejných prostředků,
  - Poskytovatelům k získávání informací o tom, jak aktivní jsou řešitelé projektů, které poskytovatelé financují.
- Údaje jsou aktualizovány minimálně jednou ročně.

## Předávání údajů do RIV
- Údaje do RIV předávají poskytovatelé účelové a institucionální podpory z veřejných prostředků, kterými jsou správci příslušných kapitol státního rozpočtu (ústřední orgány státní správy, Grantová agentura České republiky, Akademie věd České republiky) nebo územní samosprávné celky, které rozhodují o poskytnutí podpory a tuto podporu poskytují.

- Podle ustanovení § 12 odst. 1 zákona je podpora výzkumu, vývoje a inovací z veřejných prostředků poskytována za podmínky zveřejňování pravdivých a včasných informací příjemcem i poskytovatelem o prováděném výzkumu a vývoji a jeho výsledcích prostřednictvím IS VaVaI.

- Do RIV jsou předávány údaje o všech výsledcích výzkumu, experimentálního vývoje a inovací, jež vznikly řešením výzkumných aktivit s poskytnutou podporou nebo bez poskytnuté podpory podle zákona.

- Výsledky dosažené řešením výzkumných aktivit, které nevznikly s poskytnutou účelovou nebo institucionální podporou mohou předávat pouze výzkumné organizace, a to prostřednictvím toho poskytovatele, který této organizaci poskytuje institucionální podporu podle § 4 odst. 2 písm. a) zákona.  Výzkumnou organizací se rozumí právnická osoba, organizační složka státu nebo organizační jednotka ministerstva, zabývající se výzkumem a vývojem v souladu s § 2 odst. 2 písm. d) zákona.

- Údaje o výsledcích projektů nebo dalších aktivit výzkumu, vývoje a inovací, které vznikly s poskytnutou účelovou nebo institucionální podporou podle zákona, předává příjemce prostřednictvím toho poskytovatele, který podporu na danou aktivitu výzkumu, vývoje a inovací poskytnul.

- Poskytovatel předává údaje do RIV prostřednictvím provozovatele ve formě stanovené zákonem a nařízením vlády a podle aktuálních zásad, které provozovatel zveřejňuje na internetových stránkách Rady pro výzkum, vývoj a inovace (RVVI). Poskytovatel je zodpovědný za tyto předávané údaje do RIV.

- Provozovatel zařadí předané údaje do RIV po provedení kontroly údajů v termínech stanovených v § 31 odst. 8 zákona a oznámí tuto skutečnost poskytovateli v zákonem stanovené lhůtě.

- V případě, že jsou do RIV předány údaje, které neodpovídají definici datových prvků,  provozovatel je ze systému odstraní a na tuto skutečnost upozorní RVVI. Pokud se jedná o údaje, které mohou ovlivnit výši podpory, RVVI v souladu s § 14 odst. 5 zákona sníží návrh výdajů na výzkum, vývoj a inovace na následující pětileté období pro příslušného poskytovatele. Dodatečně snížit objem podpory je provozovatel oprávněn také v případě zjištění porušení ustanovení § 12 zákona.

## Předávání fyzických dokumentů
- Dle Metodiky, strana 12, kapitola VI., platí: „Hodnotit se budou pouze publikace, které jsou k dispozici v Národní knihovně (NK). V případě zahraničních vydavatelství je předkladatel do NK dodá na vlastní náklady."
- „Rivovské“ hodnocení článků v časopisech naopak nezakládá jejich odevzdávání do NK; je podmíněno pravidly RIV, týkajícími se uvádění časopisů ve vybraných databázích jako Web of Science, SCOPUS, ERIH resp. v Seznamu recenzovaných neimpaktovaných časopisů (periodik) vydávaných v České republice.

## Základní pojmy vymezené pro účely popisu údajů RIV
CEA: Centrální evidence aktivit výzkumu, experimentálního vývoje a inovací
Výzkumná aktivita:
- Činnost, na kterou byla poskytnuta podpora podle zákona, případně činnost ve výzkumu, experimentálním vývoji a inovacích, při které bylo dosaženo výsledku a na kterou nebyla poskytnuta podpora podle zákona.

Poskytovatel:
- Organizační složka státu nebo územní samosprávný celek, který rozhoduje o poskytnutí podpory a který tuto podporu poskytuje. Poskytovatel je rovněž dodavatelem dodávky dat obsahujících výsledky vzniklé řešením výzkumných aktivit do RIV.

Příjemce:
- Uchazeč, v jehož prospěch bylo o poskytnutí podpory poskytovatelem rozhodnuto, organizační složka státu nebo organizační jednotka Ministerstva obrany České republiky nebo Ministerstva vnitra České republiky (dále jen „organizační jednotka ministerstva“) zabývající se výzkumem a experimentálním vývojem, dále právnická nebo fyzická osoba, v jejíž prospěch bylo o poskytnutí podpory poskytovatelem rozhodnuto.

Další účastník:
- Organizační složka státu nebo organizační jednotka ministerstva, zabývající se výzkumem a vývojem, dále právnická osoba nebo fyzická osoba, jejíž účast na projektu je vymezena v návrhu projektu a s níž příjemce uzavřel smlouvu o účasti na řešení projektu.

Předkladatel:
- Příjemce nebo další účastník předkládající výsledky v dodávce dat. Předkladatelem je i výzkumná organizace, která předává do RIV výsledky dosažené řešením výzkumných aktivit bez poskytnuté podpory podle zákona. Údaje o výsledku předkládá skutečný vlastník práv k výsledkům z činnosti ve výzkumu, vývoji a inovacích.

Výzkumná organizace:
- Právnická osoba, organizační složka státu nebo organizační jednotka ministerstva, která je definována podle § 2 odst. 2 písm. d) zákona.

Výsledek:
- Uplatněný výsledek výzkumu, experimentálního vývoje a inovací podle § 2 odst. 2 písm. k) zákona. Uplatněním výsledku se rozumí jeho zveřejnění, nebo ochrana podle zvláštních právních předpisů nebo jeho realizace (např. publikování, udělení patentového spisu, uvedení do poloprovozu atd.).

Domácí tvůrce:
- Je tvůrce, který výsledku dosáhl v rámci pracovněprávního vztahu (pracovní poměr-závislá činnost, dohoda o pracovní činnosti, dohoda o provedení práce) k předkladateli, tj. k subjektu, který předkládá výsledek, případně k organizační jednotce subjektu, která předkládá výsledek. Pracovně právní vztah se musí vztahovat k aktivitě výzkumu na základě které výsledek vznikl. Pro zařazení tvůrce výsledku mezi domácí tvůrce je rozhodující, zda tento pracovně právní nebo studijní vztah trval v době vytvoření výsledku, nikoli rok uplatnění. Domácím tvůrcem je i student v doktorském nebo magisterském studijním programu akreditovaném u příslušného předkladatele.

Garant výsledku:
- Jeden z tvůrců výsledku určený autorským kolektivem, který odpovídá za daný datový výstup týkající se předávaných údajů o výsledku. U publikačního výsledku se jedná o autora, který komunikuje s redakcí časopisu nebo nakladatelstvím. U výsledků projektů a výzkumných záměrů se obvykle jedná o řešitele odpovědného příjemci za řešení příslušného projektu nebo výzkumného záměru. Garant je odpovědný za předání shodných údajů o výsledcích všemi předkladateli. U výsledku, na jehož tvorbě se podílel příjemce i další účastník, nemusí být garant domácím tvůrcem.

Zveřejnitelný údaj:
- Údaj, který není osobním údajem a je údajem, který nepodléhá ochraně podle zvláštních právních předpisů, není obchodním tajemstvím a lze jej v souladu se zvláštními právními předpisy poskytnout do veřejně přístupných informačních systémů vč. mezinárodních.

Tvůrce:
- Autor, původce nebo jiná fyzická osoba podílející se na dosažení výsledku a mající obdobná práva k výsledku.

Provozovatel:
- Provozovatelem IS VaVaI je Úřad vlády České republiky – Odbor výzkumu, vývoje a inovací.

Dodávka dat:
- Předávaný soubor údajů.

## Popis veřejně přístupných údajů v datové oblasti RIV
Na internetových stránkách www.vyzkum.cz jsou zobrazovány pouze ty údaje IS VaVaI, které jsou dodavateli údajů (poskytovateli) označeny jako "veřejné", podle Nařízení vlády č. 397/2009 Sb., o informačním systému výzkumu, experimentálního vývoje a inovací.
Hlavní údaje o výsledku:
- identifikační kód výsledku a jeho název v jazyce, v němž byl výsledek zveřejněn a v anglickém jazyce
- druh výsledku
- obor výsledku
- údaje o roku uplatnění výsledku
- rok předání výsledku do RIV
- stupeň důvěrnosti údajů

Tvůrci výsledku:
- celkový počet autorů (tvůrců) podílejících se na dosažení výsledku
- počet domácích tvůrců, kteří byli v pracovněprávním nebo obdobném vztahu k příjemci
- jména, příjmení a rodná čísla tvůrců

Údaje blíže určující výsledek:
- popis výsledku v původním jazyce výsledku a v anglickém jazyce
- klíčová slova
- identifikační kód projektu, jehož řešením výsledek vznikl nebo informaci, že se jedná o výsledek dosažený převážně v rámci:
  - podpory specifického vysokoškolského výzkumu,
  - institucionální podpory výzkumných organizací,
  - podpory na mezinárodní spolupráci České republiky,
  - v rámci činností výzkumu, vývoje a inovací bez poskytnuté podpory
- další údaje vztahující se k výsledku

Základní údaje o příjemci:
- obchodní firma nebo název, popřípadě jméno a příjmení fyzické osoby, nebo označení organizační složky státu nebo územního samosprávného celku
- identifikační číslo
- kód a název organizační jednotky (fakulta, ústav, apod.)
- právní forma
- sídlo, popřípadě místo pobytu a místo podnikání
- adresa ve veřejné informační síti a adresa elektronické pošty
- údaje stanovené správcem jednoznačně identifikující předávaný soubor údajů